# Paese d'ottobre
Paese d'ottobre (The October Country) è una raccolta di racconti fantastici di Ray Bradbury.

## Elenco dei racconti
- Il nano (The Dwarf, 1954)
- In coda (The Next in Line, 1947)
- L'oculato gettone da poker di H. Matisse (The Watchfull Poker Chip of H. Matisse, 1954)
- Scheletro (Skeleton, 1945)
- Il barattolo (The Jar, 1944)
- Il lago (The Lake, 1944)
- L'emissario (The Emissary, 1947)
- Il sacro fuoco (Touched with Fire)
- Il piccolo assassino (Small Assassin, 1946)
- La folla (The Crowd, 1943)
- Saltamartino (Jack-in-the-Box, 1947)
- La falce (The Scythe, 1943)
- Zio Einar (Uncle Einar, 1947)
- Il vento (The Wind, 1943)
- L'uomo del primo piano (The Man Upstairs, 1947)
- C'era una volta una vecchina (There Was an Old Woman, 1944)
- Il condotto sotterraneo (The Cistern, 1947)
- Il raduno (Homecoming, 1946)
- La bella morte di Dudley Stone (The Wonderful Death of Dudley Stone, 1954)